# أربوستو إنيرجي
أربوستو إنيرجي هي شركة لاستكشاف النفط والغاز أسسها الرئيس الأمريكي السابق جورج دبليو بوش عام 1977. وفي عام 1984، اندمجت الشركة مع شركة سبيكتروم 7 إنرجي.

## نبذة تاريخية
تأسست شركة أربوستو إنرجي عام 1977، لكنها لم تبدأ نشاطها الفعلي إلا بعد الحملة الانتخابية غير الناجحة التي خاضها جورج بوش سنة 1978 للترشح لمجلس النواب عن الدائرة التاسعة عشرة في ولاية تكساس. في مارس 1979، شرعت الشركة في جمع التمويل لأغراض التنقيب عن النفط من خلال خاصة للمستثمرين. وفي أبريل 1982، قرر بوش تقديم شراكات حفر عامة، إلا أنه واجه صعوبة في جذب المستثمرين. غُير اسم الشركة إلى بوش إكسبلوريشن، دون أن يؤدي ذلك إلى تحسن في أدائها. بسبب محدودية النجاح في عمليات الحفر، اندمجت أربوستو مع شركة سبيكتروم 7 إنرجي في فبراير 1984، مع تولي بوش منصبي رئيس مجلس الإدارة والرئيس التنفيذي للشركة الجديدة. في عام 1986، أدى الانخفاض الحاد في أسعار النفط إلى تراجع جدوى الاستثمار في التنقيب عن النفط، ما تسبب في صعوبات مالية للشركة. بدأت سبيكتروم 7 البحث عن شركاء أو مشترين، وفي سبتمبر من العام نفسه، استحوذت عليها شركة هاركن إنرجي عبر صفقة تبادل أسهم، وانضم بوش إلى مجلس إدارة هاركن.
شغل مايك كوناوي منصب المدير المالي لشركة أربوستو بين عامي 1981 و1986، ولاحقًا أصبح ممثل الولايات المتحدة عن الدائرة الحادية عشرة في تكساس في الفترة من 2005 حتى 2021.

## أربستو وجيمس باث
كان رجل الأعمال جيمس آر باث، من هيوستن، أحد أوائل المستثمرين في شركة أربوستو. وقد تعرّف على جورج بوش خلال خدمتهما كطيارين احتياطيين في الحرس الجوي لولاية تكساس في أوائل سبعينيات القرن العشرين. ووفقًا للصحفي كريغ أنغر، استثمر باث مبلغ 50,000 دولار أمريكي في شركة أربوستو.
في وقت إجراء هذا الاستثمار، كان جيمس باث يعمل ممثلًا لرجل الأعمال السعودي سالم بن لادن، الابن الأكبر لمحمد بن لادن، والأخ الأكبر لأسامة بن لادن، مؤسس مجموعة بن لادن السعودية، التي تُعدّ أكبر شركة إنشاءات نفطية في المملكة العربية السعودية. لاحقًا، دخل شريك باث في الأعمال، تشارلز وايت، في نزاع قانوني معه، زعم خلاله أن باث قد استثمر في الشركة نيابةً عن بن لادن وعدد من رجال الأعمال السعوديين الآخرين.
وقد نفى كلٌّ من باث وبوش هذا الادعاء. ووفقًا للصحفي كرايغ أنغر، الذي تناول في كتابه بيت بوش، بيت سعود علاقة عائلة بوش بالممولين السعوديين، وكذلك الصحفي ستيف كول في كتابه عائلة بن لادن: عائلة عربية في عصر أمريكي، فإنه لا توجد أدلة تدعم هذا الزعم.